# U.S. National Championships 1958
Die 78. U.S. National Championships fanden vom 27. August bis zum 7. September 1958 im West Side Tennis Club in Forest Hills in New York, USA statt.
Titelverteidiger im Einzel waren Mal Anderson bei den Herren sowie Althea Gibson bei den Damen. Im Herrendoppel waren Ashley Cooper und Neale Fraser, im Damendoppel Louise Brough und Margaret Osborne duPont die Titelverteidiger. Althea Gibson und Kurt Nielsen waren die Titelverteidiger im Mixed.

## Herreneinzel
Setzliste
| Nr. | Spieler        | Erreichte Runde |
| --- | -------------- | --------------- |
| 01. | Mal Anderson   | Finale          |
| 02. | Ashley Cooper  | Sieg            |
| 03. | Ham Richardson | Achtelfinale    |
| 04. | Neale Fraser   | Halbfinale      |

| Nr. | Spieler      | Erreichte Runde |
| --- | ------------ | --------------- |
| 05. | Barry MacKay | 2. Runde        |
| 06. | Alex Olmedo  | Viertelfinale   |
| 07. | Kurt Nielsen | 1. Runde        |
| 08. | Dick Savitt  | Viertelfinale   |